# Sicyopus zosterophorus
Sicyopus zosterophorus е вид бодлоперка от семейство Попчеви (Gobiidae). Видът не е застрашен от изчезване.

## Разпространение и местообитание
Разпространен е във Вануату, Източен Тимор, Индонезия, Нова Каледония, Палау, Папуа Нова Гвинея, Соломонови острови, Фиджи, Филипини и Япония.
Среща се на дълбочина от 1,1 до 1,2 m, при температура на водата около 29 °C и соленост 34,1 ‰.

## Описание
На дължина достигат до 4,2 cm.